# Vitkragemaki
Vitkragemaki (Eulemur cinereiceps, synonym Eulemur albocollaris) är en primat i familjen lemurer som förekommer på sydöstra Madagaskar. Båda synonymer antogs tidigare vara olika arter. Artens namn syftar på hanarnas vita skägg som påminner om en krage.
Artens utbredningsområde är inte större än 700 km². Vitkragemaki vistas i låglandet och i låga bergstrakter upp till 1500 meter över havet. Habitatet utgörs främst av skogar.

## Utseende
Denna lemur blir 39 till 40,5 cm lång (huvud och bål), har en 50 till 55 cm lång svans och väger 2,0 till 2,5 kg. Hanar och honor är ungefär lika stora men det finns tydliga skillnader i pälsfärgen. Hos hanar är pälsen främst gråbrun med undantag av huvudet som är bara grå. Extremiteterna är mörkare och buken ljusare än ryggen. Ibland har hanar en mörk linje på ryggens mitt. Yviga hår vid kinderna och hakan har hos hanar en vit färg. Hos honor är dessa hår inte lika yvig och de är mera rödaktig. Honor har likaså grå huvud men deras pälsfärg på bålen är rödbrun. Liksom hos andra lemurer finns fem tår vid händer och fötter. Tandformeln är I 2/2 C 1/1 P 3/3 M 3/3, alltså 36 tänder.

## Ekologi
Individerna bildar flockar med 6 till 11 medlemmar. På grund av olika studier antas att flockens sammansättning är mera variabel än hos andra makier då olika vuxna individer lämnar gruppen eller ansluter sig. Arten äter främst frukter som kompletteras med några blommor, blad och insekter.
Vitkragemaki går på fyra fötter över grenar och den kan hoppa längre sträckor. Arten kan vara aktiv på dagen och på natten. Fortplantningssättet antas vara lika som hos andra makier.
När två individer träffar varandra har de ett läte som liknar grisens grymtande. För att kommunicera med en flockmedlem som lämnade gruppen tillfällig förekommer ett läte som låter "chak chak chaaaaaah". De korta delarna av lätet kan upprepas oftare. Vitkragemaki markerar träd i reviret med körtelvätska och troligtvis markerar hanar flockmedlemmar av honkön på samma sätt.
I genomsnitt är flockens revir 64 hektar stort och individerna vandrar under ett dygn cirka 640 meter.

## Status
Många individer dödas av bönder som betraktar vitkragemakin som skadedjur på odlade frukter. Dessutom hotas arten av skogsavverkningar. Beståndet minskar och IUCN listar vitkragemakin därför som starkt hotad (EN).